# VV Sparta Ursel
VV Sparta Ursel is een Belgische voetbalclub uit Ursel. De club is bij de KBVB aangesloten met stamnummer 8736 en heeft groen-zwart als kleuren. De eerste ploeg speelde het grootste deel van zijn bestaan in een amateurbond of in de provinciale reeksen, al kende men één seizoen in de nationale reeksen.

## Geschiedenis
VV Sparta Ursel werd opgericht in 1957 en speelde een eerste maal in competitieverband in het Katholiek Sportverbond (KKSF ook KVS genoemd) waar men in het seizoen 1958/59 kampioen werd. De eerste match werd betwist op een weide achter een boerderij langs de Middelweg, later werd er verhuisd naar de Rozestraat. In 1969 behaalde men de Aalmoezeniersbeker in het KKSF-verbond na een wedstrijd tegen Zwijnaarde op het veld van Baarle. Het jaar nadien werd men opnieuw kampioen.
Na 20 jaar verliet men de Rozestraat en ging de club vanaf 1980 aan de slag op het nieuwe voetbalterrein langs de Urselweg. Men stapte over naar de KBVB en in het eerste seizoen (1980/81) behaalde de club de zesde plaats in Vierde Provinciale.
Vanaf dan ging het gestaag omhoog, vooral op het eind van de jaren 90 en begin van de 21ste eeuw. Na jaren in Derde Provinciale promoveerde Sparta Ursel in 1998 naar Tweede Provinciale en nog eens drie jaar later, in 2001 promoveerde men al naar het hoogste provinciale niveau, Eerste Provinciale. Ook daar bleef men succesvol en in 2004 promoveerde Ursel voor het eerst in zijn bestaan naar de nationale reeksen. Het bleef echter bij dit ene seizoen in Vierde Klasse. Ursel werd er allerlaatste in zijn reeks en zakte weer naar Eerste Provinciale.
Het verval zette zich nog verder want in 2008 zakte Sparta Ursel naar Tweede Provinciale. Daar bleef men spelen tot men er in 2013 de titel behaalde en weer promoveerde naar Eerste provinciale. Na een jaartje in de hoogste provinciale reeks speelt Sparta terug in 2de Provinciale. 
Sedert 2012 speelt Sparta Ursel ook met een B-ploeg die uitkomt in de 4de Provinciale A.